# Kidkit
Kidkit (aussi écrit KIDKIT ou Kid-Kit ou Kid Kit) est une compilation de jeux éditée par Infogrames destinée aux ordinateurs Amstrad CPC, MSX et Thomson (MO6, TO7, TO7-70, TO8, TO8D, TO9, TO9+).

## Logiciels fournis

### Asmtrad
- Conjugaison
- Comix  : utilitaire
- Cosmo
- L'Héritage : jeu d'aventure
- Pingoo
- Zygy

### Thomson
- Pingo : un jeu d'arcade
- Pilote : simulateur de vol
- L'Héritage : Panique à Las Vegas : jeu d'aventure en point de vue subjectif
- Karaté : jeu de combat
- Les Contes de Monte-Crypto : jeu éducatif
- Animatix : logiciel d'animation

Les deux premiers logiciels étaient écrits en BASIC et n'étaient pas protégés ; il était possible d'étudier leur fonctionnement.

## Contenu additionnel
Le kit était livré avec un classeur présentant des techniques de programmation et d'édition des jeux vidéo. Une cassette audio présentait les principaux termes aux novices en utilisant des imitations empruntées au Bébête Show ; on pouvait reconnaitre François Mitterrand, Valéry Giscard d'Estaing, Louis de Funès, un Belge, un Noir, un Nord-Africain, un vieil homme, un Canadien, Speedy Gonzales, un prêtre, un Chinois, un homosexuel, une godiche, un bègue, Léon Zitrone, Georges Marchais, Guy Lux, Raymond Barre, un Américain, un Suisse, un Provençal, Jacques Chirac, Albert Simon, Michel Simon, Brigitte Bardot, Henry Chapier, Bourvil[réf. nécessaire].